# جاده ۶۰ ایالات متحده آمریکا
جاده ۶۰ ایالات متحده آمریکا (انگلیسی: U.S. Route 60) یکی از بزرگراه‌های اصلی سیستم بزرگراهی ایالت متحده آمریکا است که به طول ۴۲۷۳ کیلومتر از ویرجینیا بیچ، ویرجینیا شروع و در برندا، آریزونا به پایان می‌رسد. این بزرگراه شرق آمریکا را به جنوب غربی این کشور متصل می‌کند.

## نگارخانه

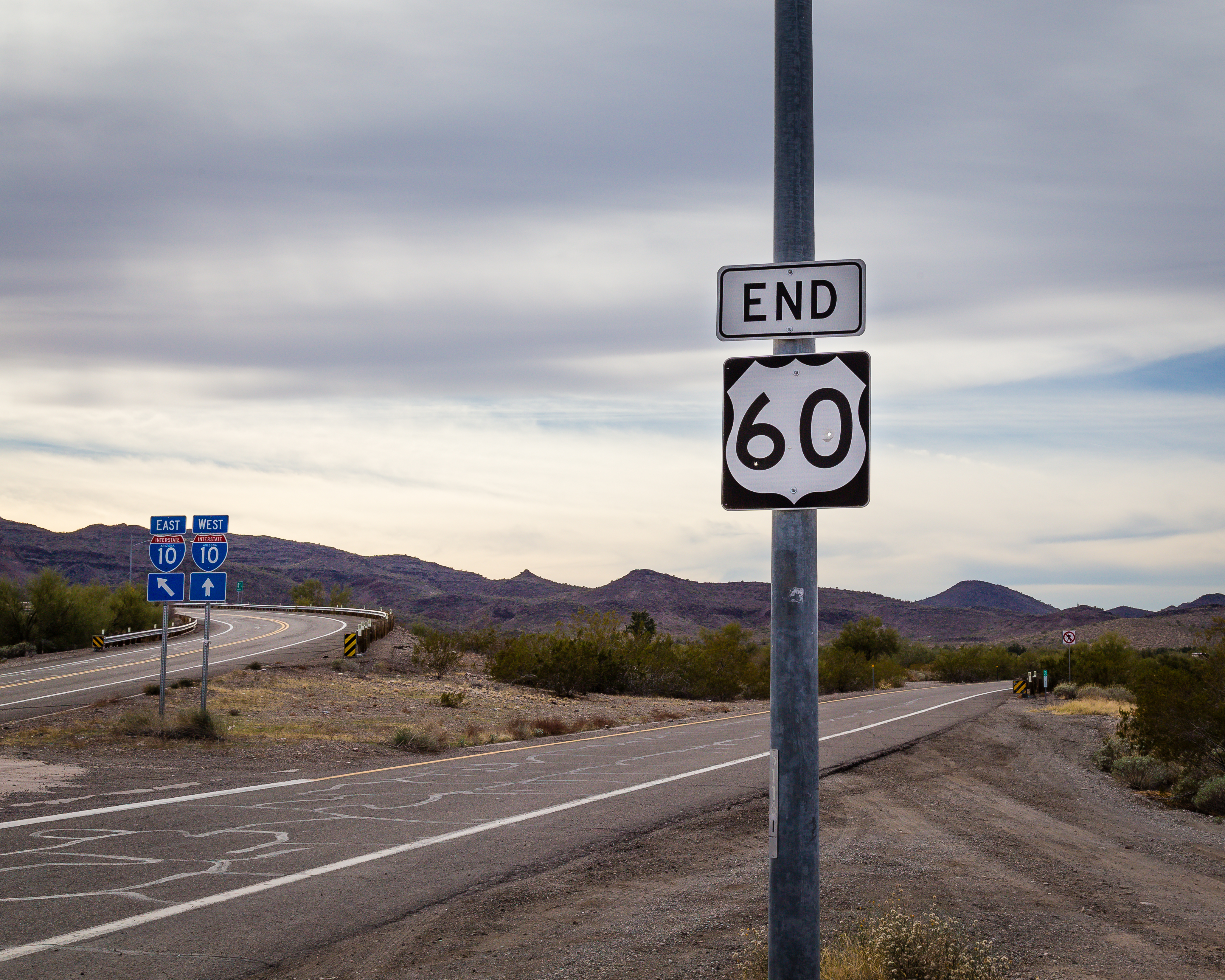
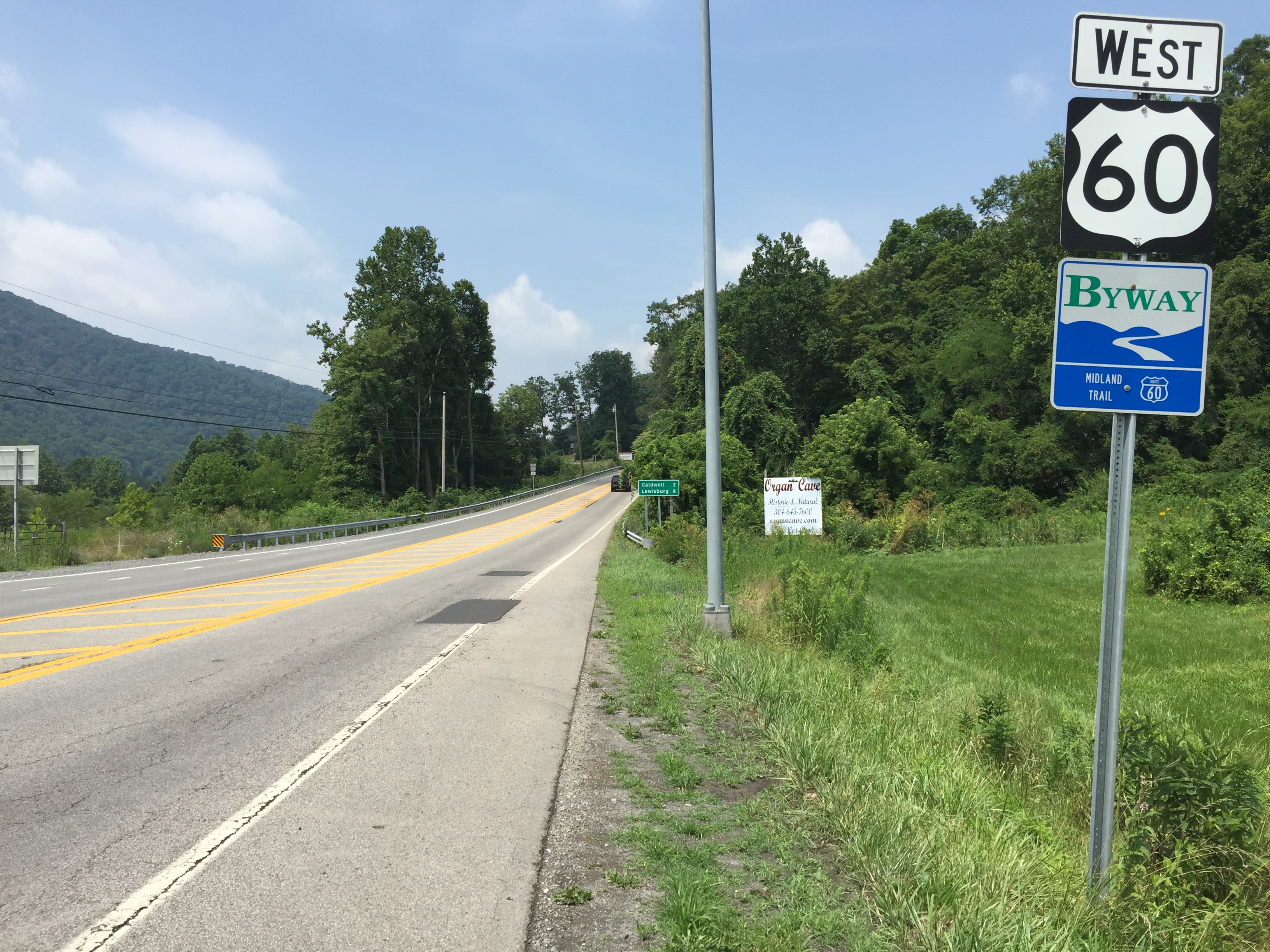
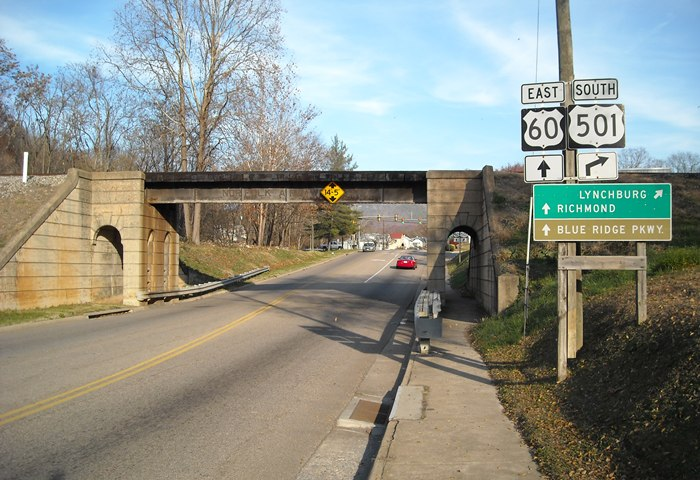
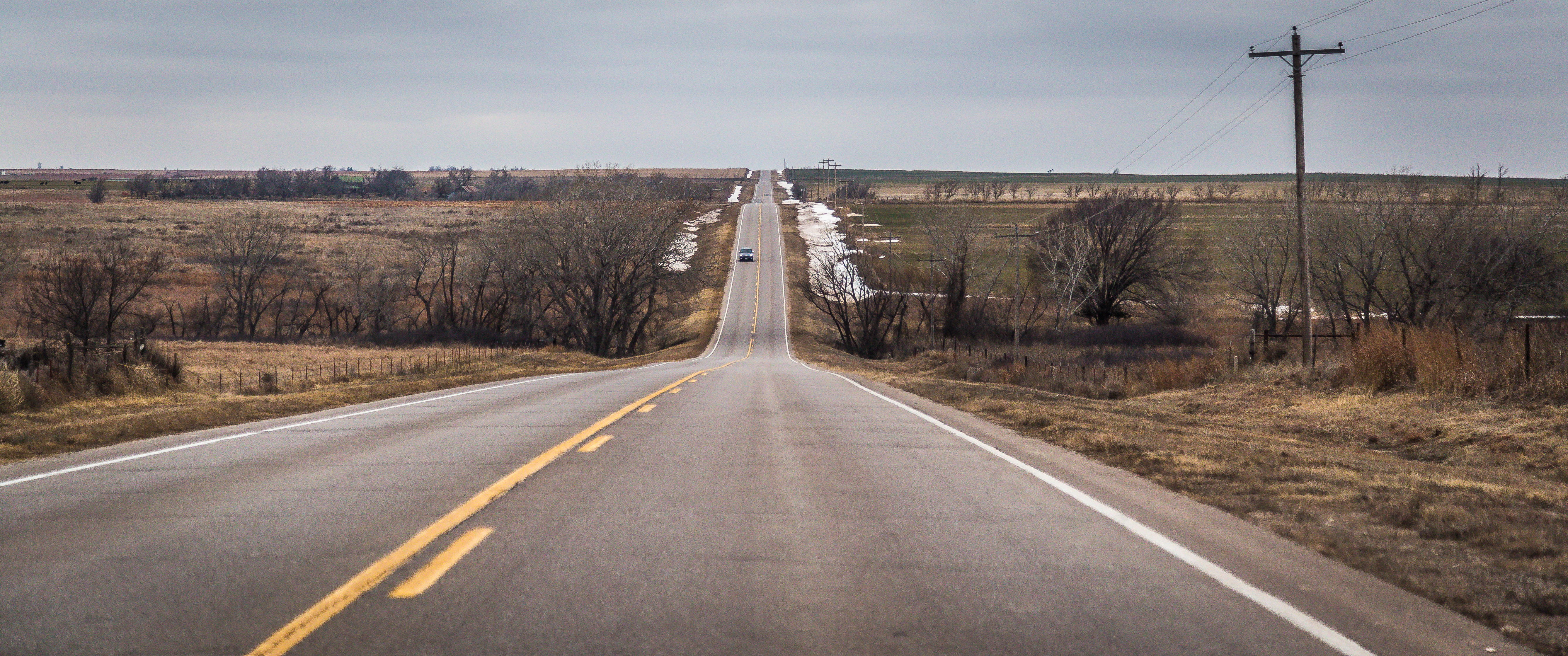